# Tosia australis
Tosia australis (лат.) — вид морских звёзд рода Tosia, семейства гониастерид (Goniasteridae). Впервые описан в 1840 году британским зоологом Джоном Эдуардом Греем.

## Распространение
Обитает в водах Индийского океана у берегов австралийских штатов Южная Австралия и Тасмания; ареал предположительно шире, особенно у южного побережья Австралии.
Типичный обитатель вод юга Австралии. Обитает под камнями или на каменистом или песчаном грунте на глубине до 10 метров. На некоторых участках Tosia australis могут быть довольно обычными.

## Описание
Морская звезда небольшого размера, 20—30 мм в радиусе, может достигать 45 мм. Тело имеет пять лучей. Верхняя поверхность тела зеленовато-коричневая с вкраплением других цветов, нижняя поверхность, как правило, кремового или тёмно-серого оттенка.
Питается моллюсками, детритом, асцидиями, водорослями и мшанками.